# 拉诺布尔
拉诺布尔（法語：Lanobre，法語發音：[lanɔbʁ]）是法国康塔尔省的一个市镇，属于莫里亚克区。

## 地理
拉诺布尔（45°26'19"N, 2°32'4"E）面积40.99 平方千米，位于法国奥弗涅-罗讷-阿尔卑斯大区康塔爾省，该省份为法国中南部省份，位于法國中央高原中心，北起科雷兹省、上盧瓦爾省和多姆山省，西接洛特省和科雷兹省，南至阿韦龙省和洛特省，东临上盧瓦爾省和洛泽尔省。
与拉诺布尔接壤的市镇（或旧市镇、城区）包括：博略、塔朗泰讷河畔尚-马尔沙勒、博尔莱索格、克罗、特雷穆耶圣卢、萨鲁-圣朱利安。

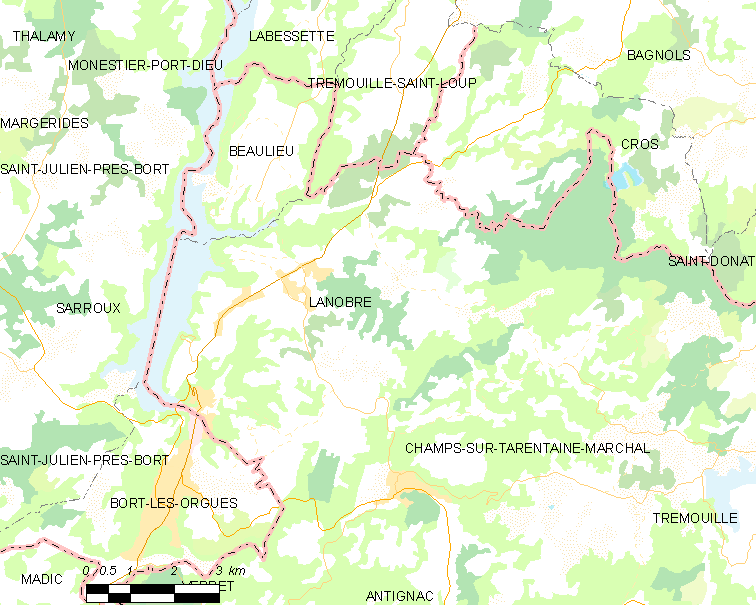
拉诺布尔的OSM定位图

拉诺布尔的时区为UTC+01:00、UTC+02:00（夏令时）。

## 行政
拉诺布尔的邮政编码为15270，INSEE市镇编码为15092。

## 政治
拉诺布尔所属的省级选区为伊德县。

## 人口

1962-2008年间拉诺布尔人口变化图示

拉诺布尔于2022年1月1日时的人口数量为1350人。